# Mieczysław Osiej
Mieczysław Osiej ps. Pokrzywka (ur. 4 lutego 1910 w Olesinie) – urzędnik, żołnierz Batalionów Chłopskich, komendant obwodu Hrubieszów Okręgu Lublin tej organizacji.

## Życiorys
Urodził się jako syn Andrzeja i Rozalii. Przed wybuchem II wojny światowej zdobył średnie wykształcenie, był urzędnikiem. Był członkiem SL.
Jako rezerwista brał udział w kampanii wrześniowej. Jesienią 1939 związał się z podziemiem niepodległościowym, a później wstąpił do Batalionów Chłopskich. Od połowy 1943 do 1945 był komendantem obwodowym Batalionów Chłopskich. W tym czasie pełnił również funkcję oficera organizacyjnego podokręgu zamojskiego BCh. Brał udział w licznych akcjach zbrojnych. Został awansowany do stopnia majora.

## Ordery i odznaczenia
- Złoty Krzyż Zasługi z Mieczami
- Krzyż Partyzancki